# Тенденція до висхідної артикуляції
Тенде́нція до висхідно́ї артикуля́ції — тенденція висхідної енергетичності в межах складу й такту. Вживається щодо сукупності фонетичних законів, що діяли в праслов'янській мові приблизно з I по IX ст. н. е. Тенденція висхідної артикуляції забороняла певні сполучення приголосних у межах одного складу: менш звучні фонеми в ньому мали передувати більш звучним, але не навпаки.
Найменш звучними були фрикативні, найбільш звучними — голосні. Цей висхідний ряд можна представити так: фрикативні → африкати → проривні → носові → плавні → голосні.

## Характеристика
Ця фонетична особливість полягає в тім, що, оскільки склад має в собі генетично фізіологічну будову напруження м'язів одиничного скорочення, йому притаманний несиметричний висхідно-спадний рух артикуляційно-акустичних ознак. Висхідна частина припадає на приголосний, що знаходиться на початку складу або слова. Загальна напруга в межах складу утворює у місці зміни руху артикуляційну вершину, яка, як правило, припадає на початкову частину голосного звука. Такий загальний вигляд фонетичного складу притаманний усім давнім індоєвропейським мовам, у яких функціонував склад типу CV.

## Історія
В індоєвропейській прамові, у якій перед розпадом існували двоконсонантні сполуки, висхідна артикуляційна напруга на початку складу і слова мала реалізації в таких комбінаціях: ST-, SR-, TR-, DR-. Ця особливість збереглася і в праслов'янській.
Але з розвитком окремих мов після розпаду праслов'янської мови-основи на початку слова почали виникати сполуки приголосних, суттєво відмінні від висхідного типу. У слов'янських мовах причиною цьому послугував занепад голосних [ь] та [ъ] і згодом їхнє зникнення в слабких позиціях слова. Унаслідок в анлауті слова з'явилися структурно відмінні від прадавніх комбінації приголосних, що реалізували в собі спадний, рівний напрямок артикуляційної напруги. Наприклад: староцерк.-слов. тврьдыи, къто > кто, пътица > птица, вьсє > всє, ръвати > рвати, аналогічно в давньоруській мові мають місце сполуки, відмінні від висхідної напруги, зокрема: мн-, кт-, вс- тощо.

### Хронологія
Реалізація тенденції до висхідної артикуляції починає нову добу в історії праслов'янської мови — її пізній етап. Фонетичні результати подекуди відмінні в різних слов'янських мовах, а отже, процеси, що їх зумовила дана тенденція, мали місце на початку розпаду праслов'янької мовної єдності, від останніх століть до н. е. і протягом першої пол. І тисячоліття.

### Наслідок
Тенденція до висхідної артикуляції спричинила появу закону відкритого складу з усіма наслідками, що з цього витікали.